# Nihon e Yōkoso Elf-san.
Nihon e Yōkoso Elf-san. (日本へようこそエルフさん。?) es una serie de novelas ligeras japonesas escritas por Makishima Suzuki e ilustradas por Yappen. Comenzó a serializarse en línea en 2017 en el sitio web de publicación de novelas generadas por usuarios Shōsetsuka ni Narō. Fue adquirido por Hobby Japan, quien publicó el primer volumen de novelas ligeras en agosto de 2018 bajo su sello HJ Novels. Se han lanzado nueve volúmenes hasta octubre de 2023. 
Una adaptación de manga con arte de Shimo Aono se ha serializado en línea a través del sitio web Comic Fire de Hobby Japan desde diciembre de 2018. Tanto la novela ligera como el manga tienen licencia en Norteamérica de J-Novel Club. Una adaptación de la serie de televisión de anime producida por Zero-G se emitió de enero a marzo de 2025. 

## Sinopsis
Desde que Kazuhiro Kitase era un niño, cada vez que dormía soñaba con un mundo de fantasía. Un día, como asalariado de 25 años, explora el mundo de fantasía con su amiga elfa, Marie, pero un dragón los mata. Se despiertan abruptamente en su casa en Japón y finalmente descubren que cada vez que se queda dormido o muere en el mundo de fantasía, él y cualquier persona que toque son enviados de regreso a Japón, luego pueden regresar al mundo de fantasía quedándose dormidos. Regularmente van y vienen, y él ayuda a Marie a adaptarse a la vida en el Japón moderno y luego emprende misiones en el mundo de fantasía y, finalmente, trae a otros de regreso a Japón.

## Personajes
Kazuhiro Kitase (北瀬一廣 Kitase Kazuhiro?) / Kazuhiho (カズヒホ?)
Seiyū: Yūsuke Kobayashi
Kazuhiro Kitase es el protagonista principal de la obra. En Japón él es un adulto de 25 años que trabaja como asalariado mientras que en el mundo de fantasía, él se llama así mismo Kazuhiho por un accidente al momento de convocar un hechizo y tiene la apariencia de un adolescente de 15 años que envejece más lentamente. En el mundo de fantasía, es un espadachín que es experto en magia ilusoria el cual traba amistad con una elfa llamada Marie. En una misión, ambos jóvenes son impactados por la bola de fuego de un dragón y aparentemente mueren, pero cuando despiertan, Kazuhiro descubre que ha vuelto a su mundo y está acompañado de Marie. En este punto, Kazuhiro descubre que todo lo que ha vivido es real y su capacidad para transportar a otros seres de ese mundo se transfiere a estos cuando los toca, de tal modo que si mueren o duermen en ese mundo, son transportados a Japón pudiendo volver al otro mundo si quedan dormidos en el mundo de Kazuhiro. Además de las habilidades antes mencionadas, Kazuhiro posee la cualidad de teletransportarse para cubrir grandes distancias y el don de entender el lenguaje de otros seres de este mundo. No obstante, con excepción de la comida, Kazuhiro no puede transportar objetos de su mundo al mundo de fantasía y viceversa. A medida que la historia avanza, Kazuhiro comienza a enamorarse de Marie. 
Mariabelle (マリアーベル Mariāberu?)/Marie (マリー Marī?)
 Seiyū: Kaede Hondo
Marie es una elfa que  a pesar de su aspecto adolescente en realidad tiene 102 años de edad que posee conocimientos en las artes arcanas y espirituales, siendo una compañera de Kazuhiro en sus aventuras desde hace tiempo desarrollando una amistad bastante fuerte. Un día mientras se introdujeron en el nido de un dragón hembra para observar sus huevos, ambos son descubiertos por el dragón el cual los mata al dispararles una bola de fuego. Mientras que Kazuhiro abrazó a Marie en un intento por protegerla, de forma inadvertida transfirió su habilidad a Marie transportandola a su mundo. En el mundo de Kazuhiro, se enamora de la mayoría de las novedades que se encuentra en su cultura, particularmente la comida. Con el tiempo, ella también se enamora de Kazuhiro.
Wridra (ウリドラ Uridora?)
 Seiyū: Yumi Uchiyama
Mewi (ミュイ Myui?)
 Seiyū: Rico Sasaki

## Contenido de la obra

### Novela ligera
La novela fue escrito por Makishima Suzuki, Nihon e Yōkoso Elf-san. comenzó su serialización como novela web en el sitio web de publicación de novelas generada por usuarios Shōsetsuka ni Narō el 22 de febrero de 2017. Posteriormente fue adquirido por Hobby Japan, quien lo lanzó bajo su sello de novela ligera HJ Novels con ilustraciones de Yappen en agosto de 2018. Hasta octubre de 2023 se han publicado nueve volúmenes (incluidos cuatro volúmenes publicados solo en formato digital). La novela ligera tiene licencia en Norteamérica de J-Novel Club.
| Volúmenes de novelas ligeras publicadas | Volúmenes de novelas ligeras publicadas | Volúmenes de novelas ligeras publicadas |
| Número                                  | Fecha de lanzamiento                    | ISBN                                    |
| --------------------------------------- | --------------------------------------- | --------------------------------------- |
| 1                                       | 25 de agosto de 2018                    | ISBN 978-4-7986-1735-0                  |
| 2                                       | 10 de enero de 2019                     | ISBN 978-4-7986-1843-2                  |
| 3                                       | 24 de mayo de 2019                      | ISBN 978-4-7986-1912-5                  |
| 4                                       | 21 de septiembre de 2019                | ISBN 978-4-7986-2001-5                  |
| 5                                       | 22 de julio de 2020                     | ISBN 978-4-7986-2107-4                  |

### Manga
Una adaptación de manga ilustrada por Shimo Aono comenzó a publicarse en el sitio web de manga Comic Fire de Hobby Japan el 24 de diciembre de 2018. A diciembre de 2023, se han publicado nueve volúmenes. El manga también tiene licencia de J-Novel Club.

### Anime
Se anunció una adaptación al anime el 28 de diciembre de 2023. Más tarde se confirmó que era una serie de televisión producida por Zero-G y dirigida por Tōru Kitahata, con Aya Yoshinaga escribiendo y supervisando los guiones de la serie, y Madoka Hirayama diseñando los personajes y sirviendo como director jefe de animación. La serie se estrenó el 11 de enero de 2025 en el bloque de programación Animeism de MBS, TBS y CBC. El tema de apertura es "Palette Days", interpretado por Rico Sasaki, mientras que el tema de cierre es "Yummy Yummy", interpretado por los VTubers de Nijisanji Kaede Higuchi y Kanae. Crunchyroll obtuvo la licencia de la serie fuera de Asia.

## Recepción
Demelza, de Anime UK News, opinó que el manga da un giro único a los tropos comunes, al mismo tiempo que eligió a los personajes. Christopher Farris, de Anime News Network, elogió los personajes y el arte, aunque también sintió que la historia transcurre en gran medida sin incidentes y en ese momento teñía un potencial sin explotar.